# Pierre Breno
Pierre Breno (* 1943  in Nürnberg als Peter Preus) ist ein deutscher Zauberkünstler, der auch als Dozent für Zauberkunst an verschiedenen Volkshochschulen tätig ist, aus Ingolstadt.

## Frühes Leben
Nach der Volksschule absolvierte Preus eine Lehre als Einzelhandelskaufmann. Anschließend diente er bei der Bundeswehr als Fernmeldeoperateur und Cryptograf mit einer Ausbildung an der technischen Schule der Luftwaffe in Lagerlechfeld. Er studierte in München praktische Betriebswirtschaft an der „Gemeinnützigen Wirtschaftsschule Dr. Häusler“.

## Zauberkünstler
1988 machte Peter Preus als Pierre Breno sein Hobby, die Zauberkunst, zum Beruf. Peter Preus alias Pierre Breno besuchte zuvor 1986 und 1987 das „Desert-Magic-Seminar“ in Las Vegas (USA) unter der Schirmherrschaft von Siegfried und Roy. Er trat nunmehr mit seiner Tochter Alexandra in Deutschland, Österreich und in der Schweiz auf. Da seine Tochter ab 2003 hierfür nicht mehr zur Verfügung stand – Alexandra gründete eine Familie –, absolvierte Pierre Breno, auf Einladung der Theaterkommission der Regierung von Oberbayern vor 250 Schülern und 10 Jurymitgliedern der Prüfungskommission die Pädagogikprüfung für seine Zauberkunst, mit dem einstimmigen Ergebnis: „pädagogisch wertvoll!“. Seitdem ist Breno neben seinen Abend- und Firmenengagements auch an Schulen und Kindertagesstätten als pädagogischer Zauberkünstler tätig. Zudem wird Breno auch als tricktechnischer Regieberater und Schauspieler für Theater, Film und Fernsehproduktionen engagiert: Auf folgenden Fernsehsendern war Breno zu sehen: ARD, ZDF, Sat.1, NDR, MDR, SWR, ORF 2. Des Weiteren ist Pierre Breno mehrfacher Buchautor.

## Film und Fernsehen (Auswahl)
- Bibi Blocksberg und das Geheimnis der blauen Eulen
- Tierarzt Dr. Engel (Trickberatung)
- Mama und der Millionär (Gastrolle)
- Fälschung statt Forschung (Gastrolle)
- Pleiten, Pech und Pannen (Trickberatung)
- Schlawiner Club, Kinderkanal des Bayerischen Fernsehens
- Polizeiruf 110 (Trickberatung)
- Der Räuber Hotzenplotz (Trickberatung)
- TV München Live (LIVE-Sendung aus dem Salvatorkeller)
- Jahrmarktfest zu Plundersweilern (Trickberatung)
- Christian Morgenstern: "Das Große Lalula", (als Theaterstück)

## Werke
- Vom Berufstraum zum Traumberuf II, Gisela Verlag, Ingolstadt 2023. ISBN 978-3-00-075627-6
- Anekdoten, Geschichten und Geschichtchen aus dem Leben eines Berufs-Zauberkünstlers, Gisela Verlag, Ingolstadt 2023, ISBN 978-3-00-074713-7
- Mein geheimes Zauberbüchlein, Gisela Verlag, Ingolstadt 2023, ISBN 978-3-00-068586-6
- Zauberlehrlinge malen den Zauberer Pierre Breno, Gisela Verlag, Ingolstadt 2021, ISBN 978-3-00-067579-9
- Zaubern für Kids, Gisela Verlag, Ingolstadt 2023, ISBN 978-3-00-075104-2
- ZauberBilder, Gisela Verlag, Ingolstadt 2017, ISBN 978-3-00-056995-1
- Gemälde in Öl und Acryl, Digitalgrafiken, Konkrete Kunst, Gisela Verlag, Ingolstadt 2025, ISBN 978-3-00-081298-9
- Die Zauberstunde des "Zabbofrax", Gisela Verlag, Ingolstadt 2025, ISBN 978-3-00-082770-9